# Río Chico (Tucumán)
Río Chico es una localidad argentina ubicada en el departamento Río Chico de la Provincia de Tucumán, en la margen derecha del río Chico. Se creó en 1888 en torno a la estación de ferrocarril homónima, aunque en los últimos años su eje se desplazó hacia el lado oeste de la Ruta Nacional 38, su principal vía de comunicación que la vincula al norte con Aguilares y al sur con Juan Bautista Alberdi.

## Población
Cuenta con 758 habitantes (Indec, 2010), lo que representa un incremento del 11% frente a los 680 habitantes (Indec, 2001) del censo anterior.